# Lock Haven (Pennsylvania)
Lock Haven település az Amerikai Egyesült Államok Pennsylvania államában, Clinton megyében, melynek megyeszékhelye is. Lakosainak száma 8108 fő (2020. április 1.).

## Népesség
A település népességének változása:

| 2010 | 9 772 |
| 2020 | 8 108 |